# Francia női labdarúgó-válogatott
A francia női labdarúgó-válogatottban szerepelnek a legjobb francia női játékosok, a csapatot a francia labdarúgó-szövetség irányítja. 2004-ben az együttes kvalifikálta magát a 2005-ös női Európa-bajnokságra.

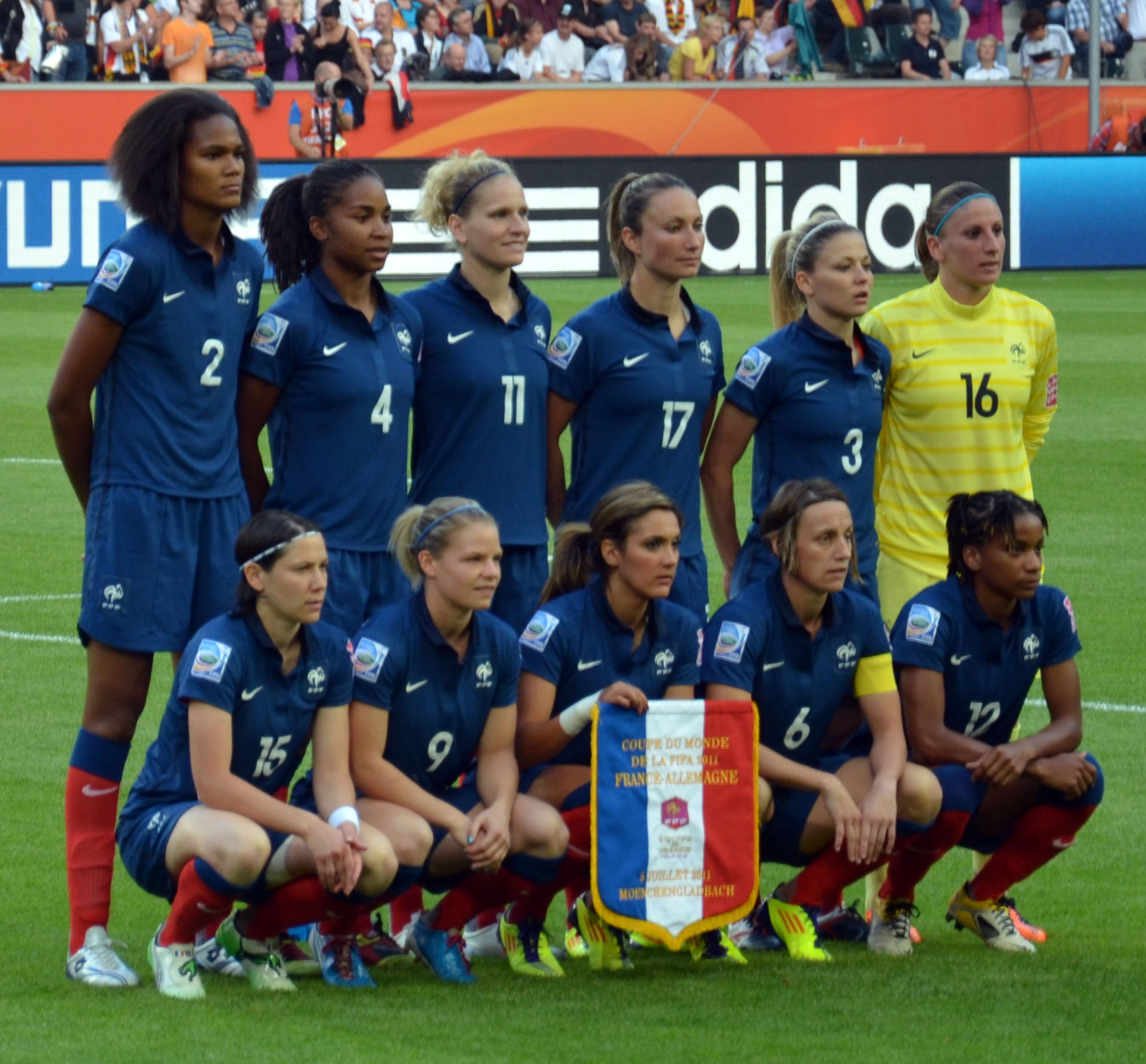
2011. július 5-én a Németország elleni világbajnoki mérkőzésen.
Felső sor, balról: Wendie Renard, Laura Georges, Laure Lepailleur, Gaëtane Thiney, Laure Boulleau, Bérangère Sapowicz.
Alsó sor, balról: Élise Bussaglia, Eugénie Le Sommer, Louisa Nécib, Sandrine Soubeyrand, Élodie Thomis.

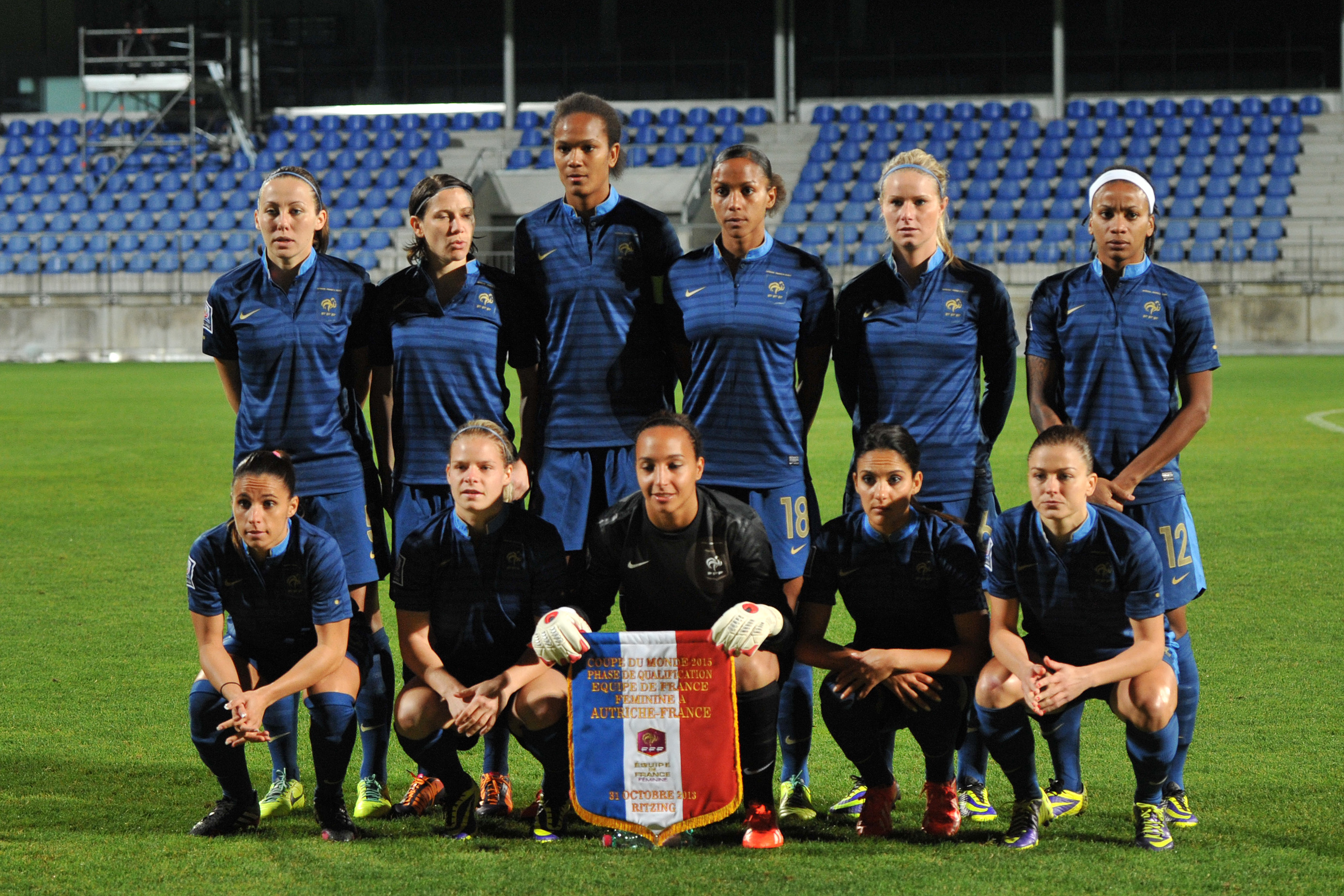
A válogatott 2013-ban az Ausztria elleni vb-selejtező mérkőzésen.
Felső sor, balról: Sabrina Delannoy, Élise Bussaglia, Wendie Renard, Marie-Laure Delie, Amandine Henry, Élodie Thomis.
Alsó sor, balról: Jessica Houara, Eugénie Le Sommer, Sarah Bouhaddi, Louisa Nécib, Laure Boulleau.

## Nemzetközi szereplés

### Világbajnokság
- 1971 : 6. hely (nem hivatalos rendezvény)
- 1978 : Aranyérmes (nem hivatalos rendezvény)
- 1988 : 4. hely (nem hivatalos rendezvény)
- 1991 : Nem jutott ki
- 1995 : Nem jutott ki
- 1999 : Nem jutott ki
- 2003 : Első forduló
- 2007 : Nem jutott ki
- 2011 : 4. hely
- 2015 : 5. hely

### Európa-bajnokság
- 1969 : 4. hely (nem hivatalos rendezvény)
- 1979 : Első forduló (nem hivatalos rendezvény)
- 1984 : Első forduló
- 1987 : Első forduló
- 1989 : Negyeddöntős
- 1991 : Első forduló
- 1993 : Első forduló
- 1995 : Első forduló
- 1997 : Negyeddöntős
- 2001 : Negyeddöntős
- 2005 : Csoportkör
- 2009 : Negyeddöntő
- 2013 : Negyeddöntő
- 2017 : Negyeddöntő

## Híres játékosok
- Camille Abily
- Sonia Bompastor
- Laure Boulleau
- Corinne Diacre
- Marie-Laure Delie
- Laura Georges
- Hoda Lattaf
- Élisabeth Loisel
- Céline Marty
- Stéphanie Mugneret-Béghé
- Louisa Nécib
- Marinette Pichon
- Sandrine Soubeyrand
- Gaëtane Thiney
- Élodie Thomis
- Élodie Woock

## Szövetségi kapitányok
- 1970–1978: Pierre Geoffroy
- 1978–1987: Francis Coché
- 1987–1997: Aimé Mignot
- 1997–2007: Élisabeth Loisel
- 2007–2013: Bruno Bini
- 2013–2016: Philippe Bergeroo
- 2016–2017: Olivier Echouafni
- 2017–2023: Corinne Diacre
- 2023–0000: Hervé Renard

## Játékoskeret
A 2019-es világbajnokságra nevezett keret.
| Szám | Poszt | Név                    | Születési dátum / Kor          | Válogatottság | Gólok | Klub                |
| ---- | ----- | ---------------------- | ------------------------------ | ------------- | ----- | ------------------- |
| 1    | K     | Solène Durand          | 1994. november 20. (24 éves)   | 0             | 0     | Guingamp            |
| 2    | V     | Ève Périsset           | 1994. december 24. (24 éves)   | 14            | 0     | Paris Saint-Germain |
| 3    | V     | Wendie Renard          | 1990. július 20. (28 éves)     | 109           | 20    | Olympique Lyon      |
| 4    | V     | Marion Torrent         | 1992. április 17. (27 éves)    | 21            | 0     | Montpellier         |
| 5    | V     | Aïssatou Tounkara      | 1995. március 16. (24 éves)    | 11            | 0     | Atlético Madrid     |
| 6    | KP    | Amandine Henry         | 1989. szeptember 28. (29 éves) | 83            | 11    | Olympique Lyon      |
| 7    | V     | Sakina Karchaoui       | 1996. január 26. (23 éves)     | 24            | 0     | Montpellier         |
| 8    | KP    | Grace Geyoro           | 1997. július 2. (21 éves)      | 21            | 1     | Paris Saint-Germain |
| 9    | CS    | Eugénie Le Sommer      | 1989. május 18. (30 éves)      | 159           | 73    | Olympique Lyon      |
| 10   | V     | Amel Majri             | 1993. január 25. (26 éves)     | 46            | 4     | Olympique Lyon      |
| 11   | CS    | Kadidiatou Diani       | 1995. április 1. (24 éves)     | 46            | 5     | Paris Saint-Germain |
| 12   | CS    | Emelyne Laurent        | 1998. november 4. (20 éves)    | 4             | 0     | Guingamp            |
| 13   | CS    | Valérie Gauvin         | 1996. június 1. (23 éves)      | 18            | 10    | Montpellier         |
| 14   | KP    | Charlotte Bilbault     | 1990. június 5. (29 éves)      | 15            | 0     | Paris FC            |
| 15   | KP    | Élise Bussaglia        | 1985. szeptember 24. (33 éves) | 187           | 29    | Dijon               |
| 16   | K     | Sarah Bouhaddi         | 1986. október 17. (32 éves)    | 140           | 0     | Olympique Lyon      |
| 17   | KP    | Gaëtane Thiney         | 1985. október 28. (33 éves)    | 155           | 58    | Paris FC            |
| 18   | CS    | Viviane Asseyi         | 1993. november 20. (25 éves)   | 31            | 4     | Bordeaux            |
| 19   | V     | Griedge Mbock Bathy    | 1995. február 26. (24 éves)    | 50            | 4     | Olympique Lyon      |
| 20   | CS    | Delphine Cascarino     | 1997. február 5. (22 éves)     | 12            | 1     | Olympique Lyon      |
| 21   | K     | Pauline Peyraud-Magnin | 1992. március 17. (27 éves)    | 1             | 0     | Arsenal             |
| 22   | V     | Julie Debever          | 1988. április 18. (31 éves)    | 2             | 0     | Guingamp            |
| 23   | KP    | Maéva Clémaron         | 1992. november 10. (26 éves)   | 3             | 0     | Fleury              |

| Szám | Poszt | Név                    | Születési dátum / Kor          | Válogatottság | Gólok | Klub                |
| ---- | ----- | ---------------------- | ------------------------------ | ------------- | ----- | ------------------- |
| 1    | K     | Solène Durand          | 1994. november 20. (24 éves)   | 0             | 0     | Guingamp            |
| 2    | V     | Ève Périsset           | 1994. december 24. (24 éves)   | 14            | 0     | Paris Saint-Germain |
| 3    | V     | Wendie Renard          | 1990. július 20. (28 éves)     | 109           | 20    | Olympique Lyon      |
| 4    | V     | Marion Torrent         | 1992. április 17. (27 éves)    | 21            | 0     | Montpellier         |
| 5    | V     | Aïssatou Tounkara      | 1995. március 16. (24 éves)    | 11            | 0     | Atlético Madrid     |
| 6    | KP    | Amandine Henry         | 1989. szeptember 28. (29 éves) | 83            | 11    | Olympique Lyon      |
| 7    | V     | Sakina Karchaoui       | 1996. január 26. (23 éves)     | 24            | 0     | Montpellier         |
| 8    | KP    | Grace Geyoro           | 1997. július 2. (21 éves)      | 21            | 1     | Paris Saint-Germain |
| 9    | CS    | Eugénie Le Sommer      | 1989. május 18. (30 éves)      | 159           | 73    | Olympique Lyon      |
| 10   | V     | Amel Majri             | 1993. január 25. (26 éves)     | 46            | 4     | Olympique Lyon      |
| 11   | CS    | Kadidiatou Diani       | 1995. április 1. (24 éves)     | 46            | 5     | Paris Saint-Germain |
| 12   | CS    | Emelyne Laurent        | 1998. november 4. (20 éves)    | 4             | 0     | Guingamp            |
| 13   | CS    | Valérie Gauvin         | 1996. június 1. (23 éves)      | 18            | 10    | Montpellier         |
| 14   | KP    | Charlotte Bilbault     | 1990. június 5. (29 éves)      | 15            | 0     | Paris FC            |
| 15   | KP    | Élise Bussaglia        | 1985. szeptember 24. (33 éves) | 187           | 29    | Dijon               |
| 16   | K     | Sarah Bouhaddi         | 1986. október 17. (32 éves)    | 140           | 0     | Olympique Lyon      |
| 17   | KP    | Gaëtane Thiney         | 1985. október 28. (33 éves)    | 155           | 58    | Paris FC            |
| 18   | CS    | Viviane Asseyi         | 1993. november 20. (25 éves)   | 31            | 4     | Bordeaux            |
| 19   | V     | Griedge Mbock Bathy    | 1995. február 26. (24 éves)    | 50            | 4     | Olympique Lyon      |
| 20   | CS    | Delphine Cascarino     | 1997. február 5. (22 éves)     | 12            | 1     | Olympique Lyon      |
| 21   | K     | Pauline Peyraud-Magnin | 1992. március 17. (27 éves)    | 1             | 0     | Arsenal             |
| 22   | V     | Julie Debever          | 1988. április 18. (31 éves)    | 2             | 0     | Guingamp            |
| 23   | KP    | Maéva Clémaron         | 1992. november 10. (26 éves)   | 3             | 0     | Fleury              |

## FIFA ranglista
- 2003. július : 9
- 2003. augusztus : 9
- 2003. október : 9
- 2003. december : 9
- 2004. március : 9
- 2004. június : 7
- 2004. július : 7
- 2004. december : 9
- 2005. március : 5
- 2005. június : 5
- 2005. szeptember : 5
- 2005. december : 7
- 2006. március : 5
- 2006. május : 6
- 2006. szeptember : 6
- 2006. december : 7

Forrás: FIFA Archiválva 2007. március 16-i dátummal a Wayback Machine-ben